# Cultura Saliagos
A Cultura Saliagos (4300–3 700 a.C.), última cultura do neolítico cicládico (das ilhas Cíclades), é caracterizada por assentamentos formados por edifícios com salas retangulares e muros e não houve cemitérios. Sua cerâmica de argila escura era polida, decorada com padrões geométricos, retilíneos e curvilíneos de cor branca e possuía asas salientes com contornos em linha reta, um fundo plano e, habitualmente, um pedestal.
Com obsidiana produzia-se espigões, espigões de ponta farpada, lâminas, pontas de flecha e vários implementos; mármore era utilizado para produção de vasos e estatuetas, conchas para colheres e ossos para enxadas e implementos. A base econômica da cultura era a agricultura (trigo, cevada), pecuária (ovinos, caprinos, suínos, bovinos) e pesca (atuns e moluscos).